# O tutto o niente (album)
O tutto o niente è il terzo album in studio del rapper e produttore DJ Gruff, pubblicato nel 1999.

## Tracce
1. Svarionato
2. Cu gremu
3. Facce di...
4. Vogliono invadermi l'hip hop (con MC Beth)
5. Incontri ravvicinati
6. W Aller Bomber
7. Senza te (con Giuliano Palma)
8. Love
9. All'avanguardia cu le tecniche 2 (con Pinsù e Pizzo)
10. Sucker per sempre (remix)
11. Robba pesante
12. Mega Loma 4wd Super Deformed (con Paura e Tayone)
13. S.O.S.
14. Ben bella (con Karima, Maestro Nicolò, Alessio Manna, Pizzo e M.re)
15. Outro